# Sitemap

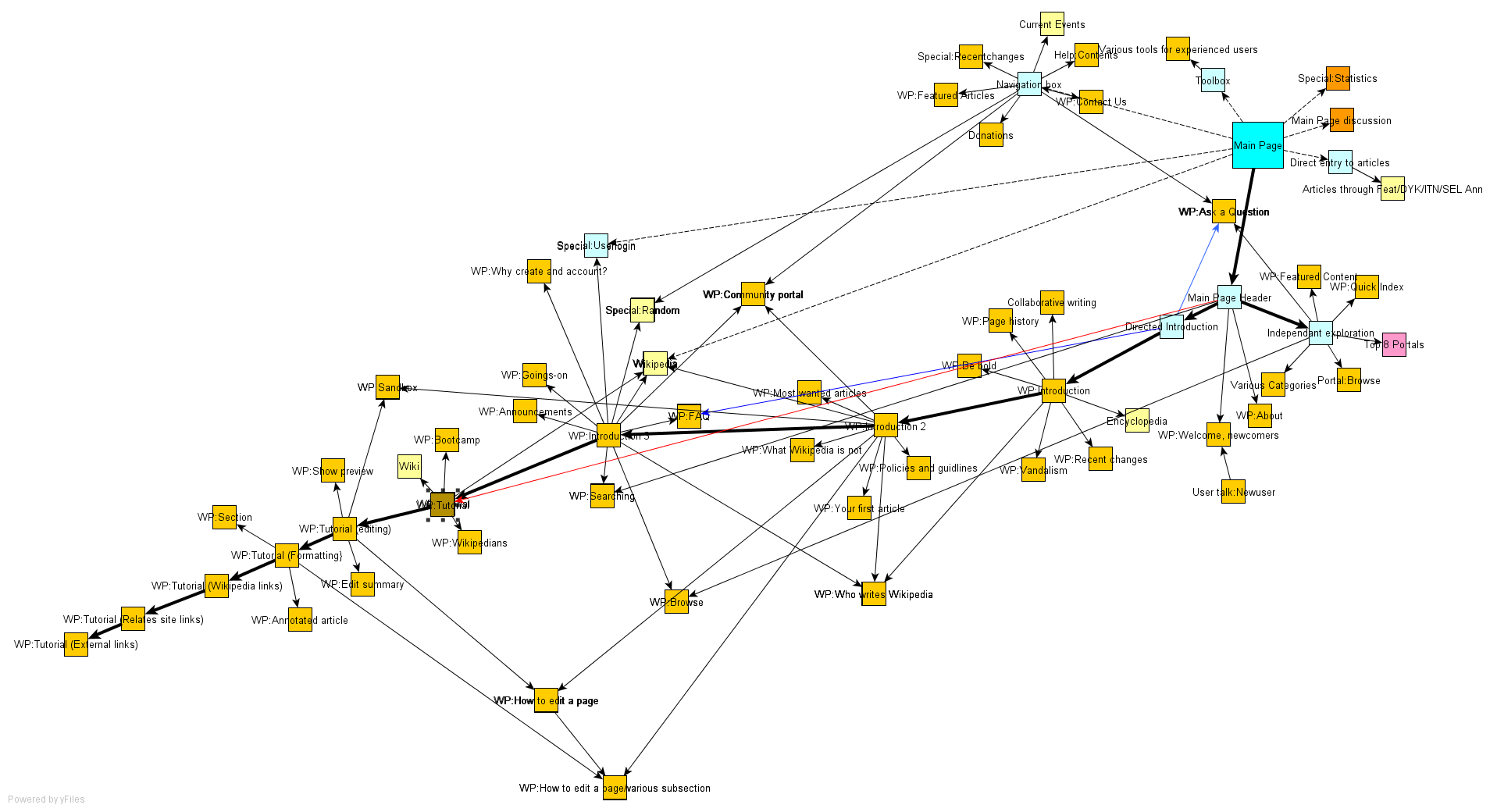
Een sitemap van Wikipedia.

Een sitemap, soms siteplan, is een pagina of document waarin links naar alle pagina's van een website staan, die meestal op onderwerp dan wel relevantie zijn gesorteerd. Dit is een handig hulpmiddel voor bezoekers en zoekmachines om bepaalde pagina's te vinden op een site.
Websites kunnen hun zoekmachineoptimalisatie verbeteren door middel van een sitemap, omdat deze voor een webcrawler makkelijker te lezen is. Een sitemap is vooral handig voor sites die in Macromedia Flash gemaakt zijn of in JavaScript waarin links voorkomen die een zoekmachine niet kan zien.
Sitemaps kunnen niet oneindig groot zijn. De meeste zoekmachines zullen dus ook maar een beperkt aantal links volgen. Dus grote websites gebruiken ook andere technieken die ervoor zorgen dat bezoekers en zoekmachines toch alle pagina's makkelijk kunnen vinden.